# احمدقلی صمصام بختیاری
احمدقلی خان صمصام بختیاری (۱۲۸۸ - ۷ آبان ۱۳۵۹) از خوانین ایل بختیاری و نماینده شهرکرد در مجلس شورای ملی بود.
خانواده‌اش از طایفه زراسوند باب دورکی شاخه هفت لنگ ایل بختیاری  بودند. پدرش مرتضی‌قلی خان صمصام آخرین ایلخان بختیاری و پدربزرگش نجفقلی خان صمصام‌السلطنه نخست‌وزیر ایران در دوران قاجار و مادرش بی بی ماه بیگم دختر حاج عباسقلی خان بود. 
الیزابت مک‌کین روز که همزمان با تولد احمدقلی خان به میان بختیاری ها سفر کرده بود، او را عزیزترین طفل در ایل بختیاری می نامد که مادرش به نام انگلیسی احمد ادوارد خان او را صدا می زد و اسم «خان فرنگی» بر او گذاشته بود. احمد قلی خان را در نوجوانی برای تحصیل با اروپا فرستادند. او پس از تحصیل در رشته کشاورزی در لندن و سوئیس به ایران بازگشت.
احمدقلی خان صمصام در سال ۱۳۲۲ به نمایندگی از شهرکرد به مجلس شورای ملی رفت (دوره چهاردهم). او در گورستان تخت فولاد اصفهان در کنار پدرش به خاک سپرده شده است.